# 이정석 (배우)
이정석(1987년 12월 5일 ~ )은 대한민국의 배우이다.
오하이오대학교와 한국예술종합학교 연극원 연기과 출신이며 EBS 《생방송 톡톡 보니하니》의 보니로 잘 알려져 있다.
2009년 2월 20일에 《생방송 톡톡 보니하니》에서 하차했다.

## 출연작

### 영화
- 《인간의 시간》 (2018년)

### 방송
- EBS 《생방송 톡톡 보니하니》공동 MC